# 城市鎮區 (密蘇里州巴頓縣)
城市鎮區（英語：City Township）是位於美國密蘇里州巴頓縣的一個行政鎮區。該鎮區政府已與拉馬爾政府合一，且鎮區與拉馬爾同域。

## 地方資料
城市鎮區的面積為10.71平方千米，當中陸地面積為9.93平方千米，而水域面積為0.78平方千米。根據2020年美國人口普查的數據，當地共有人口4266人，而人口密度為每平方千米398.32人。